# UnitedHealthcare Pro Cycling Team/Saison 2013
Dieser Artikel listet Erfolge und Fahrer des Radsportteams UnitedHealthcare Pro Cycling Team in der Saison 2013 auf.

## Erfolge in der UCI America Tour
| Datum        | Rennen                           | Kat. | Fahrer         |
| ------------ | -------------------------------- | ---- | -------------- |
| 4. Mai       | 4. Etappe Tour of the Gila       | 2.2  | Kiel Reijnen   |
| 1.–5. Mai    | Gesamtwertung Tour of the Gila   | 2.2  | Philip Deignan |
| 2. Juni      | The Philadelphia Cycling Classic | 1.2  | Kiel Reijnen   |
| 15. Juni     | 5. Etappe Tour de Beauce         | 2.2  | Marc de Maar   |
| 7. September | Bucks County Classic             | 1.2  | Kiel Reijnen   |

## Erfolge in der UCI Asia Tour
| Datum    | Rennen                          | Kat. | Sieger         |
| -------- | ------------------------------- | ---- | -------------- |
| 12. Juli | 6. Etappe Tour of Qinghai Lake  | 2.HC | Robert Förster |
| 20. Juli | 13. Etappe Tour of Qinghai Lake | 2.HC | Jake Keough    |

## Erfolge in der UCI Europe Tour
| Datum      | Rennen                      | Kat. | Sieger      |
| ---------- | --------------------------- | ---- | ----------- |
| 18. August | 10. Etappe Volta a Portugal | 2.1  | Jake Keough |

## Zugänge – Abgänge
| Zugänge                    | Team 2012                                   | Abgänge            | Team 2013                   |
| -------------------------- | ------------------------------------------- | ------------------ | --------------------------- |
| Lucas Euser                | SpiderTech-C10                              | Rory Sutherland    | Team Saxo-Tinkoff           |
| Alessandro Bazzana         | Team Type 1-Sanofi                          | Boy van Poppel     | Vacansoleil-DCM             |
| Aldo Ino Ilešič            | Team Type 1-Sanofi                          | Jay Robert Thomson | MTN Qhubeka                 |
| Kiel Reijnen               | Team Type 1-Sanofi                          | Jason McCartney    | Bissell Cycling             |
| Daniel Summerhill          | Chipotle-First Solar Development Team       | Kai Reus           | Cyclingteam de Rijke-Shanks |
| John Murphy                | Kenda-5-Hour Energy Cycling Team            |                    |                             |
| Martyn Irvine              | RTS Racing Team                             |                    |                             |
| Luke Keough                | Team SmartStop-Mountain Khakis              |                    |                             |
| Carlos Alzate (ab 1. Juli) | UnitedHealthcare of Georgia/The 706 Project |                    |                             |

## Mannschaft
| Name               | Geburtstag        | Nationalität       |
| ------------------ | ----------------- | ------------------ |
| Carlos Alzate      | 23. März 1983     | Kolumbien          |
| Alessandro Bazzana | 16. Juli 1984     | Italien            |
| Hilton Clarke      | 11. Juli 1979     | Australien         |
| Jonathan Clarke    | 18. Dezember 1984 | Australien         |
| Benjamin Day       | 11. Dezember 1978 | Australien         |
| Philip Deignan     | 7. September 1983 | Irland             |
| Lucas Euser        | 5. Dezember 1983  | Vereinigte Staaten |
| Robert Förster     | 27. Januar 1978   | Deutschland        |
| Davide Frattini    | 6. August 1978    | Italien            |
| Adrian Hegevary    | 15. Januar 1984   | Vereinigte Staaten |
| Aldo Ino Ilešič    | 1. September 1984 | Slowenien          |
| Martyn Irvine      | 6. Juni 1985      | Irland             |
| Christopher Jones  | 6. August 1979    | Vereinigte Staaten |
| Jake Keough        | 18. Juni 1987     | Vereinigte Staaten |
| Luke Keough        | 10. August 1991   | Vereinigte Staaten |
| Jeff Louder        | 8. Dezember 1977  | Vereinigte Staaten |
| Marc de Maar       | 15. Februar 1984  | Curaçao            |
| Karl Menzies       | 17. Juni 1977     | Australien         |
| John Murphy        | 15. Dezember 1984 | Vereinigte Staaten |
| Kiel Reijnen       | 1. Juni 1986      | Vereinigte Staaten |
| Daniel Summerhill  | 13. Februar 1989  | Vereinigte Staaten |
| Bradley White      | 15. Januar 1982   | Vereinigte Staaten |